# Радельфінген
Радельфінген (нім. Radelfingen) — громада  в Швейцарії в кантоні Берн, адміністративний округ Зееланд.

## Географія
Громада розташована на відстані близько 16 км на північний захід від Берна.
Радельфінген має площу 14,7 км², з яких на 6,7% дозволяється будівництво (житлове та будівництво доріг), 57,7% використовуються в сільськогосподарських цілях, 31,4% зайнято лісами, 4,1% не є продуктивними (річки, льодовики або гори).

## Демографія
2019 року в громаді мешкало 1287 осіб (+9,2% порівняно з 2010 роком), іноземців було 5,7%. Густота населення становила 87 осіб/км².
За віковим діапазоном населення розподілялося таким чином: 19,2% — особи молодші 20 років, 63,2% — особи у віці 20—64 років, 17,6% — особи у віці 65 років та старші. Було 576 помешкань (у середньому 2,2 особи в помешканні).
Із загальної кількості 264 працюючих 107 було зайнятих в первинному секторі, 33 — в обробній промисловості, 124 — в галузі послуг.